# Bah (Indien)
Bah ist eine Kleinstadt im nordindischen Bundesstaat Uttar Pradesh.
Bah liegt in der nordindischen Ebene im äußersten Osten des Distrikts Agra.
Die Stadt befindet sich 65 km ostsüdöstlich der Distrikthauptstadt Agra sowie 40 km westlich von Etawah. Die Uttar-Pradesh-Fernstraße 62 verbindet Bah mit diesen beiden Städten.
Die Yamuna strömt 4 km nördlich der Stadt in östlicher Richtung.
Bah besitzt als Stadt den Status eines Nagar Palika Parishad. Die Stadt ist in 25 Wards gegliedert. Beim Zensus 2011 hatte Bah 16.211 Einwohner.